# Assurantiebeurs
De assurantiebeurs is een ontmoetingsplaats tussen aanbieders (verzekeraars) en vragers (verzekeringnemers, vertegenwoordigd door verzekeringsmakelaars) voor verzekeringen die door één enkele verzekeraar niet geaccepteerd worden. Nederland kent twee assurantiebeurzen,  gevestigd in Amsterdam en in Rotterdam. Als gevolg van de toenemende automatisering zijn de traditionele ontmoetingsplaatsen in 2004 gesloten. 

## Wanneer naar de assurantiebeurs?
Een verzekering gaat pas naar deze beurs als één enkele verzekeraar niet in staat is een risico in zijn geheel af te dekken. Het is dan nodig dat een verzekeringsmakelaar het risico met een zogenaamde beurspolis ter beurze onderbrengt. Verzekeren op de beurs kan benodigd zijn bij grote verzekerde bedragen of wanneer de kans op schade erg groot is. Zeeschepen worden bijvoorbeeld altijd op de beurs verzekerd.

## Werkwijze
In het verleden hadden allerlei binnen- en buitenlandse verzekeraars een ruimte in de assurantiebeurs. De verzekeringsmakelaar liep dan diverse verzekeraars af om het gehele financiële risico af te dekken. Men moest van partij naar partij lopen om overeenstemming te krijgen voor polisvoorwaarden, premie en clausules. Dit was een tijdrovende bezigheid. Ook bij schade moest men de diverse verzekeraars dan af. Tegenwoordig vindt het eerste contact tussen partijen plaats via telefoon, e-mail en fax. Via deze communicatiemiddelen wordt overeenstemming bereikt over de premie en voorwaarden. Zodra het risico 100% is ondergebracht, legt de verzekeringsmakelaar een sluitnota voor aan de verzekeraars. 

### Acceptatie door verzekeraars
In de sluitnota vermeldt de verzekeringsmakelaar een omschrijving van het risico, het verzekerd bedrag, polisvoorwaarden, verzekeringstermijn en premie. De sluitnota neemt in feite de positie van het aanvraagformulier in. Wanneer de acceptant van de verzekeraar akkoord gaat, zal deze de sluitnota paraferen. Het kan voorkomen dat de acceptant bij nader inzien toch een wijziging van de polisvoorwaarden of premie wil bedingen, alvorens te paraferen. De verzekeringsmakelaar kan dan de letters "o.a." (onder approbatie) op de sluitnota plaatsen. Hij geeft daarmee aan dat de verzekeringnemer nog akkoord moet gaan met de premie en voorwaarden. 
Ook de verzekeraar kan de sluitnota onder voorbehoud paraferen, bijvoorbeeld als de acceptant meer informatie over het risico wenst of een bepaalde voorwaarde stelt waaraan is of moet worden voldaan. Bij onder voorbehoud paraferen, heeft de acceptant de keus uit:
- Acceptatie "onder voorbehoud" (o.v.):
In dit geval heeft de verzekeraar een niet-definitieve dekking. De verzekeraar wenst zich pas uit te spreken over acceptatie na ontvangst van nadere informatie. De dekking loopt alleen af als de verzekeraar te kennen geeft van de post af te willen;
- Acceptatie "onder voorbehoud met ontbindende voorwaarden" (o.v.m.o.v.):
De dekking wordt geacht nimmer te hebben bestaan als aan het voorbehoud niet is of wordt voldaan. Bij de verzekering van een kunstexpositie kan het voorbehoud zijn, het aanstellen van een bewaker.

## Geschiedenis
De Rotterdamse assurantiebeurs werd opgericht in 1598. De eerste assurantiebeurs was gevestigd aan het Haringvliet N.Z.. In 1635 verhuisde de assurantiebeurs naar de Vismarkt. In hetzelfde jaar werd in Rotterdam een "Camer van Assurantie" opgericht, bedoeld om toezicht te houden op het verzekeringsbedrijf. Nadat in 1720 de "Maatschappij van Assurantie, Discontering en Beleening der Stad Rotterdam" (sinds 2008 ASR) werd opgericht, groeide de verzekeringsmarkt aanzienlijk. De beurs bij de Gapersbrug werd daarom te klein en in 1736 betrok men een nieuw gebouw op de hoek van de Blaak en West-Nieuwland. Dit gebouw werd op 14 mei 1940 bij het bombardement op Rotterdam volledig verwoest. In 1941 werd de nieuwbouw in het latere World Trade Center betrokken aan de Coolsingel. 

### Amsterdam
De eerste Amsterdamse beurs werd geopend in 1611. Het beursgebouw, ontworpen door Hendrick de Keyser, was gevestigd aan het Rokin. In 1835 was het gebouw door verzakking onbruikbaar en werd het gesloopt. Na van 1836 tot 1848 gevestigd te zijn op de Dam en de Beurs van Zocher (ontworpen door Jan David Zocher) werd in 1903 de Beurs van Berlage geopend. In de loop van de eeuw vertrokken de diverse beurzen naar andere onderkomens. Als een van de laatsten verliet in 1982 de Assurantiebeurs de Beurs van Berlage. Van 1982 tot 1988 vond de beurs een onderkomen aan de Vijzelgracht. Eind 1988 nam de assurantiebeurs intrek in de nieuwbouw aan de Strawinskylaan, schuin tegenover het World Trade Center. Op 3 maart 1989 werd de Assurantiebeurs officieel geopend door Z.K.H. Prins Claus. Tegenwoordig is het advocatenkantoor Freshields in het pand gevestigd.